# Kantljung
Kantljung (Cassiope tetragona) är en vintergrön dvärgbuske. Den kan bli upp till tre decimeter hög. Bladen ligger "tegellagda" i fyra rader.
Den blommar under högsommaren.

## Utbredning
Den förekommer i Lapplandsfjällen och kan där ofta uppträda som dominerande inslag i vegetationen på torra fjällhedar.